# Мессенджер, Альфред
Альфред Уильям Мессенджер (англ. Alfred William Messenger; 4 декабря 1887, Бирмингем, Уорикшир — 1968, Бирмингем, Уорикшир) — британский гимнаст, бронзовый призёр летних Олимпийских игр 1912 года в командном первенстве. Участник Первой мировой войны, нёс службу во Франции и в Индии.